# Kenya ai Giochi della XXVII Olimpiade
Il Kenya partecipò ai Giochi della XXVII Olimpiade, svoltisi a Sydney, Australia, dal 15 settembre al 1º ottobre 2000, con una delegazione di 56 atleti impegnati in sei discipline.